# Réka Luca Jani
Réka-Luca Jani (Siófok, 31 luglio 1991) è una tennista ungherese.

## Biografia
Nella sua carriera ITF ha vinto ben 25 tornei in singolare e 34 titoli di doppio.
Agli US Open 2011 è riuscita ad accedere nel tabellone principale dopo aver battuto nelle qualificazioni Iryna Brémond, Camila Giorgi e Lu Jingjing. Al primo turno è stata eliminata dalla wild-card americana Sloane Stephens al tie-break del terzo set.
La Jani è membro abituale della squadra ungherese di Fed Cup.

## Statistiche WTA

### Doppio

#### Sconfitte (1)
| Legenda               | Legenda      |
| --------------------- | ------------ |
| Grande Slam (0)       |              |
| Argenti Olimpici (0)  |              |
| WTA Finals (0)        |              |
| WTA Elite Trophy (0)  |              |
| Dal 2009 al 2020      | Dal 2021     |
| Premier Mandatory (0) | WTA 1000 (0) |
| Premier 5 (0)         | WTA 1000 (0) |
| Premier (0)           | WTA 500 (0)  |
| International (1)     | WTA 250 (0)  |

| N. | Data          | Torneo                               | Superficie | Compagna    | Avversarie in finale             | Punteggio |
| 1. | 4 agosto 2016 | WTA Brasil Tennis Cup, Florianópolis | Cemento    | Tímea Babos | Ljudmyla Kičenok Nadežda Kičenok | 3-6, 1-6  |

## Circuito WTA 125

### Singolare

#### Sconfitte (1)
| N. | Data              | Torneo                             | Superficie  | Avversaria in finale | Punteggio |
| 1. | 18 settembre 2022 | Țiriac Foundation Trophy, Bucarest | Terra rossa | Irina-Camelia Begu   | 3-6, 3-6  |

### Doppio

#### Sconfitte (3)
| N. | Data              | Torneo                             | Superficie  | Compagna                   | Avversarie in finale           | Punteggio        |
| 1. | 26 dicembre 2021  | Hana Bank Korea Open, Seul         | Cemento (i) | Valentini Grammatikopoulou | Choi Ji-hee Han Na-lae         | 4-6, 4-6         |
| 2. | 7 agosto 2022     | BCR Iași Open, Iași                | Terra rossa | Panna Udvardy              | Dar'ja Astachova Andreea Roșca | 5–7, 7–5, [7–10] |
| 3. | 17 settembre 2022 | Țiriac Foundation Trophy, Bucarest | Terra rossa | Panna Udvardy              | Aliona Bolsova Andrea Gámiz    | 5–7, 3-6         |

## Statistiche ITF

### Singolare

#### Vittorie (25)
| Torneo $100.000 (0) |
| Torneo $80.000 (0)  |
| Torneo $75.000 (0)  |
| Torneo $60.000 (1)  |
| Torneo $50.000 (0)  |
| Torneo $25.000 (9)  |
| Torneo $15.000 (3)  |
| Torneo $10.000 (12) |

| N.  | Data              | Torneo                                                          | Superficie  | Avversaria in finale     | Score            |
| 1.  | 13 settembre 2009 | ITF Women's Circuit Budapest, Budapest                          | Terra rossa | Lucie Kriegsmannová      | 7-6(3), 6-2      |
| 2.  | 27 settembre 2009 | Telavi Open, Telavi                                             | Terra rossa | Melanie Klaffner         | 6-2, 6-4         |
| 3.  | 29 agosto 2010    | Vinkovci Open, Vinkovci                                         | Terra rossa | Zuzana Linhová           | 6-2, 6-4         |
| 4.  | 27 marzo 2011     | GD Tennis Cup, Adalia                                           | Terra rossa | Garbiñe Muguruza Blanco  | 6-2, 6-1         |
| 5.  | 5 giugno 2011     | Zubr Cup, Přerov                                                | Terra rossa | Karolína Plíšková        | 6-0, 6-3         |
| 6.  | 14 agosto 2011    | Lacoste Dalyan Cup, Istanbul                                    | Cemento     | Christina Shakovets      | 6-4, 6-1         |
| 7.  | 16 ottobre 2011   | Torneo Internacional de Tenis Sant Cugat, Sant Cugat del Vallès | Terra rossa | Margalita Chakhnašvili   | 6-4, 6-2         |
| 8.  | 22 ottobre 2011   | Internacionales de Andalucìa Femeninos, Siviglia                | Terra rossa | Estrella Cabeza Candela  | 2-6, 6-3, 6-3    |
| 9.  | 13 gennaio 2013   | GD Tennis Academy, Adalia                                       | Terra rossa | Marrit Boonstra          | 6-1, 1-6, 7-6(4) |
| 10. | 20 gennaio 2013   | GD Tennis Academy, Adalia                                       | Terra rossa | Sofia Kvacabaia          | 6-0, 6-1         |
| 11. | 17 marzo 2013     | Club de Tenis Chamartín ITF, Madrid                             | Terra rossa | Sofija Kovalec'          | 6-1, 6-0         |
| 12. | 24 marzo 2013     | Ciudad de la Raqueta, Madrid                                    | Terra rossa | Bernarda Pera            | 2-6, 6-4, 6-4    |
| 13. | 7 luglio 2013     | Zubr Cup, Přerov                                                | Terra rossa | Ekaterina Aleksandrova   | 6-2, 7-6(4)      |
| 14. | 28 luglio 2013    | Naftna Industrija Srbije Palic Open, Palić                      | Terra rossa | Milana Špremo            | 6-0, 6-3         |
| 15. | 4 agosto 2013     | Knoll Open, Bad Saulgau                                         | Terra rossa | Patricia Mayr-Achleitner | 7-6(4), 6-3      |
| 16. | 25 agosto 2013    | Neride Prague Open, Praga                                       | Terra rossa | Zuzana Zálabská          | 7-5, 6-1         |
| 17. | 20 ottobre 2014   | Heraklion Hellenic Zeus Circuit, Candia                         | Cemento     | Barbara Haas             | 4–6, 6–3, 7–6(6) |
| 18. | 24 novembre 2014  | GD Tennis Academy, Adalia                                       | Terra rossa | Ekaterine Gorgodze       | 6-4, 6-0         |
| 19. | 6 aprile 2015     | ITF Women's Circuit Chiasso, Chiasso                            | Terra rossa | Alexandra Cadanțu        | 3–6, 6–3, 7–6(6) |
| 20. | 5 novembre 2017   | Heraklion Hellenic Zeus Circuit, Candia                         | Terra rossa | Anna Bondár              | 6-0, 6-3         |
| 21. | 18 marzo 2018     | Heraklion Hellenic Zeus Circuit, Candia                         | Terra rossa | Rosa Vicens Mas          | 6-4, 7-5         |
| 22. | 21 luglio 2019    | Baja Ladies Open, Baja                                          | Terra rossa | Mayar Sherif             | 6-3, 2-6, 6-2    |
| 23. | 3 ottobre 2021    | Women's Budapest, Budapest                                      | Terra rossa | Giulia Gatto-Monticone   | 6-1, 6-4         |
| 24. | 27 febbraio 2022  | Antalya Series, Adalia                                          | Terra rossa | Wang Yafan               | 6-4, 6-3         |
| 25. | 4 settembre 2022  | Kuchyně Gorenje Prague Open, Praga                              | Terra rossa | Noma Noha Akugue         | 6-3, 7-6(4)      |

#### Sconfitte (17)
| Torneo $100.000 (0) |
| Torneo $80.000 (0)  |
| Torneo $75.000 (0)  |
| Torneo $60.000 (2)  |
| Torneo $50.000 (0)  |
| Torneo $25.000 (5)  |
| Torneo $15.000 (3)  |
| Torneo $10.000 (7)  |

| N.  | Data              | Torneo                                             | Superficie    | Avversaria in finale | Score             |
| 1.  | 21 settembre 2008 | Allianz Cup, Sofia                                 | Terra rossa   | Aljona Sotnikova     | 2–6, 6–4, 3–6     |
| 2.  | 28 giugno 2009    | Rolls Royce Women's Cup Kristinehamn, Kristinehamn | Terra rossa   | Anna Tatišvili       | 1-6, 5-7          |
| 3.  | 25 ottobre 2009   | Dubrovnik Ladies Open, Ragusa                      | Terra rossa   | Matea Mezak          | 6–0, 5–7, 6(4)–7  |
| 4.  | 30 agosto 2010    | Osijek Open, Osijek                                | Terra rossa   | Conny Perrin         | 6(10)-7, 6-4, 1-6 |
| 5.  | 20 marzo 2011     | GD Tennis Cup, Adalia                              | Terra rossa   | Cristina Dinu        | 3–6, 4–6          |
| 6.  | 25 settembre 2011 | Batumi Open, Batumi                                | Terra rossa   | Lesja Curenko        | 6(3)-7, 3-6       |
| 7.  | 27 gennaio 2013   | GD Tennis Academy, Adalia                          | Terra rossa   | Alexandra Dulgheru   | 2–6, 2–6          |
| 8.  | 23 febbraio 2014  | Altenkirchen Ladies Open, Altenkirchen             | Sintetico (i) | Iryna Šymanovič      | 1-6, 6(3)-7       |
| 9.  | 15 febbraio 2015  | ITF Women's Circuit Trnava, Trnava                 | Cemento (i)   | Anastasija Sevastova | 1-6, 6(3)-7       |
| 10. | 8 marzo 2015      | GD Tennis Academy, Adalia                          | Terra rossa   | Cristina Dinu        | 6–2, 4–6, 2–6     |
| 11. | 8 giugno 2015     | Padova Challenge Open, Padova                      | Terra rossa   | Paula Ormaechea      | 3-6, 4-6          |
| 12. | 25 giugno 2016    | SMA Cup Sant'Elia, Roma                            | Terra rossa   | Rebecca Šramková     | 1-6, 1-6          |
| 13. | 17 settembre 2017 | XIXO Open Székesfehérvár, Székesfehérvár           | Terra rossa   | Panna Udvardy        | 5-7, 3-6          |
| 14. | 28 ottobre 2017   | Heraklion Hellenic Zeus Circuit, Candia            | Terra rossa   | Anna Bondár          | 2-6, 3-6          |
| 15. | 8 settembre 2019  | Zagreb Ladies Open, Zagabria                       | Terra rossa   | Maryna Černyšova     | 1–6, 4–6          |
| 16. | 15 settembre 2019 | Madainitennis Open, Sankt Pölten                   | Terra rossa   | Paula Ormaechea      | 6-2, 3-6, 3-6     |
| 17. | 30 aprile 2022    | Zagreb Ladies Open, Zagabria                       | Terra rossa   | Jule Niemeier        | 2-6, 2-6          |

### Doppio

#### Vittorie (34)
| Torneo $100.000 (0) |
| Torneo $80.000 (0)  |
| Torneo $75.000 (0)  |
| Torneo $60.000 (1)  |
| Torneo $50.000 (1)  |
| Torneo $25.000 (17) |
| Torneo $15.000 (5)  |
| Torneo $10.000 (10) |

| N.  | Data              | Torneo                                                | Superficie  | Partner             | Avversarie                                  | Risultato           |
| 1.  | 13 aprile 2009    | Gariful Hvar Open, Lesina                             | Terra rossa | Martina Kubičíková  | Elena Bogdan Martina Borecká                | 6-4, 0-6, [10-6]    |
| 2.  | 13 settembre 2009 | ITF Women's Circuit Budapest-Idom, Budapest           | Terra rossa | Virág Németh        | Jana Jandová Lucie Kriegsmannová            | 4-6, 6-3, [10-6]    |
| 3.  | 3 ottobre 2009    | Tbilisi Open, Tbilisi                                 | Terra rossa | Veronika Kapšaj     | Tatia Mikadze Manana Shapakidze             | 7-5, 0-6, [10-8]    |
| 4.  | 23 ottobre 2009   | Dubrovnik Ladies Open, Ragusa                         | Terra rossa | Conny Perrin        | Matea Čutura Dorotea Kraljević              | 6-2, 6-3            |
| 5.  | 27 agosto 2010    | Vinkovci Open, Vinkovci                               | Terra rossa | Raluca Elena Platon | Indire Akiki Zuzana Linhová                 | 6-3, 6-0            |
| 6.  | 3 settembre 2010  | Osijek Open, Osijek                                   | Terra rossa | Martina Kubičíková  | Petra Šunić Nataša Zorić                    | 6-1, 6-1            |
| 7.  | 31 ottobre 2010   | ITF Women's Circuit Cairo, Il Cairo                   | Terra rossa | Martina Kubičíková  | Stephanie Vogt Maša Zec Peškirič            | 6(4)-7, 6-1, [11-9] |
| 8.  | 22 aprile 2011    | Torneo Tirreno Power, Civitavecchia                   | Terra rossa | Daniëlle Harmsen    | Diana Enache Liana Ungur                    | 6-2, 6-3            |
| 9.  | 24 settembre 2011 | Tbilisi Open, Tbilisi                                 | Terra rossa | Iryna Burjačok      | Elena Bogdan Andrea Koch-Benvenuto          | 7-6(3), 6-2         |
| 10. | 23 luglio 2012    | Morocco Tennis Tour Rabat, Rabat                      | Terra rossa | Jana Čepelová       | Anastasia Grymalska Ilona Kremen            | 6(4)–7, 6–1, [10–4] |
| 11. | 23 luglio 2012    | Bad Waltersdorf Open, Bad Waltersdorf                 | Terra rossa | Christina Shakovets | Alexandra Nancarrow Katharina Negrin        | 6–2, 6–0            |
| 12. | 24 settembre 2012 | Telavi Open, Telavi                                   | Terra rossa | Christina Shakovets | Kacjaryna Dzehalevič Oksana Kalašnikova     | 3–6, 6–4, [10–6]    |
| 13. | 18 febbraio 2013  | Torneo Mallorca, Maiorca                              | Terra rossa | Leticia Costas      | Anastasia Grymalska Jana Sizikova           | 6–3, 6–2            |
| 14. | 25 febbraio 2013  | Torneo Mallorca, Maiorca                              | Terra rossa | Leticia Costas      | Lucía Cervera Vázquez Carolina Prats Millán | 6-2, 6-1            |
| 15. | 8 aprile 2013     | ITF Women's La Marsa, La Marsa                        | Terra rossa | Evgenija Paškova    | Danka Kovinić Laura Pigossi                 | 6–3, 4–6, [10–5]    |
| 16. | 13 gennaio 2014   | Tesoro Women's Challenge, Port St. Lucie              | Terra verde | Irina Chromačëva    | Jan Abaza Louisa Chirico                    | 6–4, 6–4            |
| 17. | 31 marzo 2014     | Open GDF SUEZ de Bourgogne, Digione                   | Cemento (i) | Isabella Šinikova   | Martina Borecká Michaëlla Krajicek          | 6–3, 7–5            |
| 18. | 9 giugno 2014     | Hungarian Open, Budapest                              | Terra rossa | Irina Chromačëva    | Dalila Jakupović Kateřina Kramperová        | 6–4, 7-5            |
| 19. | 20 ottobre 2014   | Heraklion Hellenic Zeus Circuit, Candia               | Cemento     | Julia Stamatova     | Anna Bondár Dalma Gálfi                     | 6–4, 6–4            |
| 20. | 6 aprile 2015     | ITF Women's Circuit Chiasso, Chiasso                  | Terra rossa | Diana Buzean        | Giulia Gatto-Monticone Alice Matteucci      | 6–2, 7–5            |
| 21. | 8 febbraio 2016   | Empire Women's Indoor, Trnava                         | Cemento (i) | Chantal Škamlová    | Lenka Juríková Tereza Malíková              | 6–3, 2–6, [10–7]    |
| 22. | 9 maggio 2016     | Győr Ladies Open, Győr                                | Terra rossa | Ana Vrljić          | Vanda Lukács Chantal Škamlová               | 6–4, 6–3            |
| 23. | 20 agosto 2017    | ITF Women's Circuit Graz, Graz                        | Terra rossa | Anna Bondár         | Jana Jablonovská Natália Vajdová            | 6–4, 6–3            |
| 24. | 28 ottobre 2017   | Heraklion Hellenic Zeus Circuit, Candia               | Terra rossa | Anna Bondár         | Michaela Boev Anna Ukolova                  | 6–4, 6–2            |
| 25. | 5 novembre 2017   | Heraklion Hellenic Zeus Circuit, Candia               | Terra rossa | Anna Bondár         | Ioana Gaspar Bojana Marinković              | 6–4, 2–6, [10–8]    |
| 26. | 16 marzo 2018     | Heraklion Hellenic Zeus Circuit, Candia               | Terra rossa | Anna Bondár         | Emma Laine Sabrina Santamaria               | 7-5, 6-2            |
| 27. | 15 giugno 2018    | Hódmezővásárhely Ladies Open, Hódmezővásárhely        | Terra rossa | Nadia Podoroska     | Danka Kovinić Nina Stojanović               | 6–4, 6–4            |
| 28. | 14 ottobre 2018   | Forte Village International Tournament, Pula          | Terra rossa | Cristina Dinu       | Giorgia Marchetti Camilla Rosatello         | 3–6, 6–1, [13–11]   |
| 29. | 1º giugno 2019    | Torneo Internazionale Femminile Città di Grado, Grado | Terra rossa | Anna Danilina       | Akgul Amanmuradova Cristina Dinu            | 6–2, 6–3            |
| 30. | 6 luglio 2019     | Torneo Internazionale Regione Piemonte, Biella        | Terra rossa | Elena Bogdan        | Chihiro Muramatsu Yuki Naito                | 6–1, 6–3            |
| 31. | 7 marzo 2020      | MTA Open, Adalia                                      | Terra rossa | Mayar Sherif        | İpek Öz Melis Sezer                         | 6(8)-7, 6–1, [10-3] |
| 32. | 5 marzo 2021      | Movistar World Tennis Tour, Manacor                   | Cemento     | Lara Salden         | Anna Bondár Tereza Mihalíková               | 6-4, 7-5            |
| 33. | 5 giugno 2021     | Krka Open Otocec, Otočec                              | Terra rossa | Ulrikke Eikeri      | Pia Lovrič Sada Nahimana                    | 5-7, 6-4, [10-5]    |
| 34. | 19 marzo 2022     | Copa BNP Paribas, Anapoima                            | Terra rossa | Ylena In-Albon      | María Carlé Laura Pigossi                   | 1-6, 6-3, [10-7]    |

#### Sconfitte (33)
| Torneo $100.000 (2) |
| Torneo $80.000 (0)  |
| Torneo $75.000 (0)  |
| Torneo $60.000 (1)  |
| Torneo $50.000 (5)  |
| Torneo $25.000 (17) |
| Torneo $15.000 (3)  |
| Torneo $10.000 (5)  |

| N.  | Data              | Torneo                                                 | Superficie  | Partner                 | Avversarie                                | Risultato           |
| 1.  | 25 ottobre 2008   | Dubrovnik Ladies Open, Ragusa                          | Terra rossa | Aleksandra Filipovski   | Lucie Kriegsmannová Darina Šeděnková      | 2–6, 2–6            |
| 2.  | 23 ottobre 2010   | Events Group ITF Women's Circuit, Ain Elsokhna         | Terra rossa | Martina Kubičíková      | Lucie Kriegsmannová Iveta Gerlová         | 3–6, 6–3, [8–10]    |
| 3.  | 12 febbraio 2011  | Torneo Mallorca, Maiorca                               | Terra rossa | Conny Perrin            | Daniëlle Harmsen Scarlett Werner          | 4–6, 3–6            |
| 4.  | 19 marzo 2011     | GD Tennis Cup, Adalia                                  | Terra rossa | Martina Kubičíková      | Pemra Özgen Sandra Zaniewska              | 6-2, 5-7, [7-10]    |
| 5.  | 27 agosto 2010    | Smart Card Open Monet+, Zlín                           | Terra rossa | Katalin Marosi          | Julija Bejhel'zymer Margalita Čachnašvili | 6-3, 1-6, [8-10]    |
| 6.  | 19 giugno 2011    | Padova Challenge Open, Padova                          | Terra rossa | Iryna Burjačok          | Kristina Mladenovic Katarzyna Piter       | 4-6, 3-6            |
| 7.  | 16 giugno 2012    | AEGON Nottingham Challenge, Nottingham                 | Erba        | Maria João Koehler      | Ashleigh Barty Sally Peers                | 6(2)-7, 6-3, [5-10] |
| 8.  | 7 luglio 2012     | Reinert Open, Versmold                                 | Terra rossa | Elena Bogdan            | Mailen Auroux María Irigoyen              | 1–6, 4–6            |
| 9.  | 14 luglio 2012    | Schönbusch Open, Aschaffenburg                         | Terra rossa | Malou Ejdesgaard        | Florencia Molinero Stephanie Vogt         | 3–6, 6(3)–7         |
| 10. | 9 settembre 2012  | Save Cup, Mestre                                       | Terra rossa | Teodora Mirčić          | Mailen Auroux María Irigoyen              | 7–5, 4–6, [8–10]    |
| 11. | 26 aprile 2013    | ITF Womens Tennis Club de Tunis, Tunisi                | Terra rossa | Evgenija Paškova        | Aleksandra Krunić Katarzyna Piter         | 2-6, 6-3, [8-10]    |
| 12. | 9 giugno 2013     | Internazionali Femminili di Tennis di Brescia, Brescia | Terra rossa | Irina Chromačëva        | Monique Adamczak Yurika Sema              | 4–6, 5–7            |
| 13. | 13 settembre 2013 | Allianz Cup, Sofia                                     | Terra rossa | Beatriz García Vidagany | Dia Evtimova Viktorija Tomova             | 4-6, 6-2, [6-10]    |
| 14. | 6 ottobre 2013    | Hungarian Open, Budapest                               | Terra Rossa | Veronika Kapšaj         | Timea Bacsinszky Xenia Knoll              | 6(3)-8, 2-6         |
| 15. | 19 settembre 2014 | Izida Cup, Dobrič                                      | Terra rossa | Isabella Šinikova       | Irina Maria Bara Andreea Mitu             | 5-7, 6(5)-7         |
| 16. | 24 novembre 2014  | GD Tennis Cup, Adalia                                  | Terra rossa | Julia Stamatova         | Ekaterine Gorgodze Sofia Kvacabaia        | 6(3)-7, 6(7)-7      |
| 17. | 12 giugno 2015    | Padova Challenge Open, Padova                          | Terra rossa | Paula Ormaechea         | María Irigoyen Barbora Krejčíková         | 4-6, 2-6            |
| 18. | 12 settembre 2015 | Open GDF SUEZ de Biarritz, Biarritz                    | Terra rossa | Stephanie Vogt          | Başak Eraydın Lidzija Marozava            | 4-6, 4-6            |
| 19. | 12 dicembre 2015  | Al-Solaimaneyah Women's Future, Il Cairo               | Terra rossa | Martina Caregaro        | Valentina Ivachnenko Dalila Jakupovič     | w/o                 |
| 20. | 12 marzo 2016     | Circuito Feminino Future de Tênis, Curitiba            | Terra rossa | Martina Caregaro        | Catalina Pella Daniela Seguel             | 3-6, 6(5)-7         |
| 21. | 24 giugno 2016    | SMA Cup Sant'Elia, Roma                                | Terra rossa | Andrea Gámiz            | Claudia Giovine Katarzyna Piter           | 3-6, 6-3, [7-10]    |
| 22. | 3 giugno 2016     | Trofeo Reale Mutua, Roma                               | Terra rossa | Sofia Šapatava          | İpek Soylu Xu Shilin                      | 5-7, 1-6            |
| 23. | 22 agosto 2016    | Bük Open, Bük                                          | Terra rossa | Dalma Gálfi             | Georgina García Pérez Fanny Stollár       | 3–6, 6(4)–7         |
| 24. | 15 settembre 2017 | XIXO Open Székesfehérvár, Székesfehérvár               | Terra rossa | Panna Udvardy           | Laura Ioana Paar Elena Bogdan             | 6–1, 2–6, [7–10]    |
| 25. | 7 ottobre 2017    | Tennis Organisation Cup, Adalia                        | Terra rossa | Sofija Kovalec'         | Albina Khabibulina İpek Öz                | 5–7, 6–1, [9–11]    |
| 26. | 25 novembre 2017  | Tennis Organisation Cup, Adalia                        | Terra rossa | Dia Evtimova            | Maryna Černjšova Svjatlana Piraženka      | 4–6, 1–6            |
| 27. | 1º settembre 2018 | NEK Ladies Open, Budapest                              | Terra rossa | Dalma Gálfi             | Ulrikke Eikeri Elica Kostova              | 6–2, 4–6, [8–10]    |
| 28. | 15 dicembre 2018  | Al Habtoor Tennis Challenge, Dubai                     | Cemento     | Cornelia Lister         | Alena Fomina Valentina Ivachnenko         | 5-7, 2-6            |
| 29. | 31 marzo 2019     | Forte Village International Tournament, Pula           | Terra rossa | Cristina Dinu           | Alena Fomina Valentina Ivachnenko         | 3-6, 6-3, [8-10]    |
| 30. | 20 luglio 2019    | Baja Ladies Open, Baja                                 | Terra rossa | Lara Salden             | Melanie Klaffner Mayar Sherif             | 2-6, 6-4, [8-10]    |
| 31. | 15 settembre 2019 | Madainitennis Open, Sankt Pölten                       | Terra rossa | Anna Bondár             | Irina Fetecău Panna Udvardy               | 6(5)–7, 6–0, [9–11] |
| 32. | 28 settembre 2019 | Kaposvár Ladies Open, Kaposvár                         | Terra rossa | Anna Bondár             | Dalma Gálfi Adrienn Nagy                  | 6(5)–7, 6–2, [3–10] |
| 33. | 20 febbraio 2021  | Ilana Kloss International, Potchefstroom               | Cemento     | Anna Bondár             | Miriam Kolodziejová Jesika Malečková      | 2–6, 6–3, [5–10]    |

## Risultati in progressione
| Sigla | Risultato               |
| ----- | ----------------------- |
| V     | Vincitore               |
| F     | Finalista               |
| SF    | Semifinalista           |
| O     | Oro olimpico            |
| A     | Argento olimpico        |
| SF    | Bronzo olimpico         |
| QF    | Quarti di Finale        |
| 4T    | Quarto turno            |
| 3T    | Terzo turno             |
| 2T    | Secondo turno           |
| 1T    | Primo turno             |
| RR    | Round Robin             |
| LQ    | Turno di qualificazione |
| A     | Assente                 |
| ND    | Non disputato           |

| Legenda superfici    |
| -------------------- |
| Cemento              |
| Terra battuta        |
| Erba                 |
| Superficie variabile |

### Singolare nei tornei del Grande Slam
| Torneo          | 2011 | 2012 | 2013 | 2014 | 2015 | 2016 | 2017 | 2018 | 2019 | 2020 | 2021 | 2022 | 2023 | V--S |
| --------------- | ---- | ---- | ---- | ---- | ---- | ---- | ---- | ---- | ---- | ---- | ---- | ---- | ---- | ---- |
| Australian Open | A    | Q2   | A    | A    | A    | A    | A    | A    | A    | Q1   | Q1   | Q1   | Q1   | 0-0  |
| Open di Francia | A    | Q1   | A    | A    | A    | A    | A    | A    | A    | Q1   | Q1   | 1T   | Q2   | 0-1  |
| Wimbledon       | A    | Q1   | A    | A    | A    | A    | A    | A    | A    | ND   | Q1   | Q2   | Q2   | 0-0  |
| US Open         | 1T   | Q1   | A    | A    | Q1   | A    | A    | A    | A    | A    | Q3   | Q2   | Q1   | 0-1  |
| Totale          | 0-1  | 0-0  | 0-0  | 0-0  | 0-0  | 0-0  | 0-0  | 0-0  | 0-0  | 0-0  | 0-0  | 0-1  | 0-0  | 0-2  |